# Marília Arraes
Marília Valença Rocha Arraes de Alencar (Recife, 12 de abril de 1984) é uma advogada e política brasileira, filiada ao Solidariedade. Foi deputada federal por Pernambuco entre 2019 e 2023. É a vice-presidente da regional Nordeste do partido Solidariedade e principal opositora do governo do estado de Pernambuco pela gestão de Raquel Lyra. 
É neta do também político Miguel Arraes.

## Vida pessoal, família e estudos
Filha da psicóloga Sônia Valença Rocha Arraes de Alencar e do administrador de empresas Marcos Arraes de Alencar, é neta do ex-governador Miguel Arraes.  É também prima do ex-governador Eduardo Campos e da atriz Luisa Arraes. É sobrinha da ex-deputada e ex-ministra do Tribunal de Contas da União Ana Arraes e do cineasta Guel Arraes.
Por parte de mãe, é neta de um dos pioneiros em psiquiatria infantil no Brasil, Dr. Zaldo Rocha, que também é considerado um dos precursores da psicanálise no país.
Marília Arraes estudou no Colégio Marista São Luís, no Recife e, aos 17 anos, foi aprovada nos concorridos vestibulares de Direito, na Universidade Federal de Pernambuco, e de Administração de Empresas, na Universidade de Pernambuco. Cursou o primeiro período de Administração e formou-se em Direito, na UFPE, em 2007, aos 23 anos.
Foi casada com Luiz Felipe Câmara de Oliveira Pontes (Felipe Francismar) e, em 2015, deu à luz, no Recife, a Maria Isabel Arraes de Alencar Pontes. Atualmente é casada com André Cacau, ex-vereador do município de Salgueiro. Os dois são pais de Maria Bárbara, nascida em janeiro de 2022, e tiveram uma terceira filha, chamada Maria Magdalena, em março de 2023.

## Carreira política
Filiou-se ao PSB em 2005, partido que mais tarde presidiu. Durante o curso de direito, engajou-se no movimento estudantil, debatendo gênero e a pluralidade de direitos, além de trabalhar em projetos de melhorias para conservação do patrimônio da universidade.

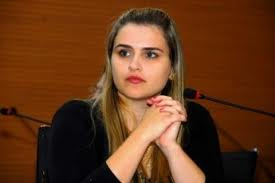
Marília Arraes como vereadora do Recife.

Entre 2007 e 2008 foi secretária de Juventude e Emprego de Pernambuco na gestão de Eduardo Campos. Aos 24 anos foi eleita vereadora do Recife com 9 533 votos, sendo a parlamentar mais jovem na 15ª legislatura. Durante o biênio 2009/2010, atuou como presidente da Comissão de Políticas Públicas da Juventude. Em 2011, tornou-se a primeira mulher a presidir a Comissão de Legislação e Justiça. Em 2012, foi de novo eleita vereadora com 8 841 votos. Logo após as eleições, assumiu a Secretaria Municipal de Juventude e Qualificação Profissional na gestão de Geraldo Júlio.
Marília voltou à Câmara Municipal do Recife em abril de 2014. Mas, devido ao que ela considerou uma guinada à direita, renunciou à candidatura de deputada federal. Também denunciou interferência da cúpula do PSB na juventude do partido. Em julho do mesmo ano, Marília anunciou o apoio à candidatura da presidente da República Dilma Rousseff à reeleição. Desde agosto de 2014, a vereadora passou a atuar como oposição a gestão do executivo municipal comandada pelo PSB. Em fevereiro de 2016, oficializou sua desfiliação da legenda, alegando falta de democracia interna e mudança das convicções e ideologias do partido.

### Filiação ao PT
Logo em seguida Marília ingressou no Partido dos Trabalhadores (PT) de Pernambuco, recebendo o abono pessoal do ex-presidente Luiz Inácio Lula da Silva durante a festa dos 36 anos do partido, no Rio de Janeiro. O ato de filiação aconteceu no dia 3 de março de 2016, na Câmara dos Vereadores do Recife.
Em outubro de 2016, Marília disputou novamente as eleições municipais para continuar ocupando a casa legislativa com um mandato ativo de fiscalização, concorrendo ao seu terceiro mandato. Foi eleita com 11 872 votos, uma das maiores votações da legislatura e uma das mais expressivas entre os parlamentares do PT nas eleições municipais. Assumiu a liderança da bancada de oposição na Casa José Mariano. Marília esteve à frente do grupo de parlamentares e lideranças que coordenou toda a resistência contra o impeachment da ex-presidente Dilma Rousseff. 
Em 2018, foi convocada pela militância para disputar a pré-candidatura ao Governo do Estado. Chegou a liderar as pesquisas de intenção de voto, mas o projeto não foi efetivado em função de orientações nacionais do partido, que optou pela consolidação de uma aliança com outras legendas e o apoio à reeleição do então governador, Paulo Câmara (PSB). Apoiada pela mesma militância e por inúmeros setores da sociedade civil, entrou na disputa por uma vaga na Câmara Federal em 2018. Venceu com uma expressiva votação com 193 108 mil votos — a segunda parlamentar federal mais votada no estado nas eleições daquele ano e a quarta mulher eleita deputada federal na história de Pernambuco. 
Dois anos depois, concorreu à prefeitura de Recife, superando Mendonça Filho (DEM, naquele pleito) por apenas dois pontos percentuais como a segunda candidata mais votada, se tornando a primeira mulher a alcançar o segundo turno na cidade. No entanto, foi posteriormente derrotada por João Campos, seu primo de segundo grau, por quase 100 mil votos de diferença, em uma campanha marcada por ataques e ofensas.

### Filiação ao Solidariedade
Segundo a Revista Veja, Marília almejava uma candidatura ao governo de Pernambuco ainda pelo Partido dos Trabalhadores, mas os líderes locais do partido teriam optado por uma aliança com o Partido Socialista Brasileiro, motivo decisivo para a sua saída do PT e sua filiação ao Solidariedade. Sendo aprovada na convenção estadual do partido em 31 de julho e assumindo a presidência da sigla no estado, anunciou sua candidatura ao Governo de Pernambuco nas eleições estaduais de 2022. Naquela ocasião, obteve cerca de 1.175.651 votos, sendo a candidata mais votada em primeiro turno, se qualificando contra Raquel Lyra, do PSDB. Todavia, ela foi derrotada no segundo turno por Lyra, depois de ter conquistado apenas 2.190.264 votos, sendo essa a primeira vez na história do estado em que duas mulheres foram para o segundo turno da disputa.
Nas eleições municipais de 2024, declarou apoio ao seu ex-adversário João Campos, com a aproximação entre ambos sendo registrada desde a derrota para Lyra em 2022, na qual o então prefeito apoiou Arraes.

## Desempenho em eleições
| Ano  | Eleição                 | Candidata a      | Partido       | Votos     | %                 | Resultado  |
| ---- | ----------------------- | ---------------- | ------------- | --------- | ----------------- | ---------- |
| 2008 | Municipal do Recife     | Vereadora        | PSB           | 9.533     | 1,12%             | Eleita     |
| 2012 | Municipal do Recife     | Vereadora        | PSB           | 8.481     | 0,96%             | Eleita     |
| 2016 | Municipal do Recife     | Vereadora        | PT            | 11.872    | 1,38%             | Eleita     |
| 2018 | Estaduais em Pernambuco | Deputada Federal | PT            | 193.108   | 4,46%             | Eleita     |
| 2020 | Municipal do Recife     | Prefeita         | PT            | 223.248   | 27,90% (1º Turno) | Não eleita |
| 2020 | Municipal do Recife     | Prefeita         | PT            | 348.126   | 43,73% (2º Turno) |            |
| 2022 | Estaduais em Pernambuco | Governadora      | Solidariedade | 1.175.651 | 23,97% (1º Turno) | Não eleita |
| 2022 | Estaduais em Pernambuco | Governadora      | Solidariedade | 2.190.264 | 41,30% (2º Turno) |            |